# Kira Miró
Kira Miró  és una actriu i presentadora espanyola nascuda el 13 de març de 1980 a Las Palmas de Gran Canària.

## Biografia
Kira va néixer el 13 de març de 1980 a Santa Brígida, Gran Canària. Mai va tenir clar cap a quin rumb encaminar el seu futur. Malgrat barrejar la idea d'estudiar Periodisme o Publicitat, va ser en ingressar a l'escola de Cristina Rota, en la qual es trobava el seu germà, quan va trobar la seva veritable vocació: la interpretació. Allí va romandre tres anys i va impartir diversos cursos, tant d'interpretació com de veu. Ha estudiat 8 anys de ballet i jazz. La seva primera oportunitat en la pantalla petita va venir de la mà de "Desesperat Club Social". Era Sofia i presentava aquest magazín juvenil que, durant més dels seus 300 programes emesos i gairebé 4 anys en antena, el 2001 va obtenir un Premi Ondas al "Programa més innovador". En televisió ha participat en nombroses sèries. La primera d'ella va ser La vida de Rita, el 2003. Al cinema, Kira es va estrenar el 1999 amb la pel·lícula Menos es más, del director Pascal Jongen. Va ser també en aquest any on l'actriu va trepitjar les taules, interpretant en el teatre: La gata sobre la teulada de zinc, per a l'escola de Cinema TAI i La Katarsis del tomatazo, a la Sala Mirador. El 2004 va obtenir el paper de Roxanne, una dependenta una mica s'enfila i lleugera de cascos en la comèdia negra d'Álex de l'Església "Crim ferpecto" En 2008 va participar en la sèrie de televisió LEX, amb el paper de Gema, la detectiu del bufet encarregada de recollir les proves necessàries perquè els lletrats portin a bon port els judicis. El 2009 torna a la pantalla gran amb Los abrazos rotos de Pedro Almodóvar i amb Que se mueran los feos de Nacho G. Velilla. En aquest any també participa en la sèrie de televisió La tira, emesa per laSexta. El 2011 es puja a un escenari per representar FUGA i estrenar la sèrie de televisió, Punta Escarlata, una producció de Globomedia per a la cadena de televisió Cuatro i la pel·lícula No ho diguis amor, digues X, protagonitzada al costat de Paco León.

## Com a presentadora
- Cuatrosfera (2005- 2009)
- Desesperado Club Social (1999-2002)

## Filmografia

### Cinema
- "No lo llames amor… llámalo X" (2011)
- Rivales (2008) (Personatge: Sara)
- Óscar. Una pasión surrealista (2008) (Personatge: Mylene)
- Manhattan Pictures (2007) (Personatge: Andrea)
- Quiéreme (2007) (Personatge: Lucía)
- Isi & Disi, alto voltaje (2006) (Personatge: Angie)
- El próximo oriente (2006) (Personatge: Pino)
- Cuba libre (2005) (Personatge: Mar Paz)
- Desde que amanece apetece (2005) (Personatge: Claudia)
- El preu d'una miss (2005) (Personatge: Amanda)
- Crimen Ferpecto (2004) (Personatge: Roxanne)
- Slam (2003) (Personatge: Lorena)
- La soledad era esto (2002) (Personatge: Bárbara)
- Menos es más (2000) (Personatge: María)

### Sèries de televisió
- Perverso (2024)
- Pollos sin cabeza (2023)
- Machos alfa (2022-actualitat)
- La que se avecina (2019-2020)
- Servir y proteger (2018)
- Pequeñas coincidencias (2018)
- Paquita Salas (2018)
- Web Therapy (2016)
- El hombre de tu vida (2016)
- Fenómenos (2012-2013)
- Punta Escarlata (2011)
- Museo Coconut (2010)
- La Tira (2009)(Personaje: Irene Vaquero)
- LEX (2008) (Personaje: Gema)
- Gominolas (2007), (Personaje: Susana)
- Fuera de control (episodi: Buscando un fiambre desesperadamente (2006), Personaje: Sabrina)
- Splunge (2005)
- El preu d'una miss (2004)
- Los Serrano (episodi: La vuelta al cole (2004), Personaje: Presentadora;
Últimos capítulos de la 4a temporada(2006), Personaje: Lola)
- Paco y Veva (2004) (Personaje: Estrella)
- Hospital Central (episodi: Los trapos sucios (2003), Personaje: Estela)
- La vida de Rita (2003)
- Desesperado club social (1999) (Personaje: Sofía)